# 16113 Ахмед
16113 Ахмед (1999 XN23, 1993 NL, 16113 Ahmed) — астероїд головного поясу, відкритий 6 грудня 1999 року.
Тіссеранів параметр щодо Юпітера — 3,274.